# Vasile Aaron
Vasile Aaron (régi magyaros írásmóddal Áron Vazul) (Kisgalgóc, 1770 – Nagyszeben, 1822) román költő.

## Élete
Erdélyben élt és alkotott, munkáit román nyelven, gördülékeny, népies stílusban írta. A 19. századi bibliográfia még a magyar írók közé sorolta, mert műveit a történelmi Magyarország területén jelentette meg. Kolozsváron jogot tanult, majd Nagyszebenben lett ügyvéd.

## Művei
- Krisztus urunk szenvedései (Szatirikus párbeszéd román nyelven, párrímes versekben és népies nyelven)
- Vorbire în versuri de glume între Leonat bețivul, om din Longobardia și între Dorofata mireasa sa (Leonat és Dorofata – Szatirikus párbeszéd, az előbbihez hasonló versekben, népies nyelven és alakban)
- Thisbe și Piram
- Anul cel mănos (A termékeny év)
- Narcis
- Istoria lui Sofronim și a Haritei cei frumoase
- Reporta din vis

## Fordítások
Ezeken kívül lefordította Vergilius Aeneis-ét – mely azonban csak halála után látott napvilágot -, Ovidius Átváltozások című művét, valamint A Messiást Friedrich Gottlieb Klopstocktól